# Rruga shtetërore SH41
Die Rruga shtetërore SH41 (albanisch für Staatsstraße SH41) ist eine Nationalstraße in Albanien von rund zwölf Kilometer Länge. Sie zweigt in Shkodra von der SH1 ab und führt zur montenegrinischen Grenze bei Muriqan/Sukobin. Sie ist eine wichtige Verbindungsstraße zwischen Albanien und Montenegro.
Die SH41 ist Teil der Europastraße 851, die die montenegrinische Küste durch Nordalbanien mit Kosovo verbindet. Jenseits der Grenze findet sie im Magistralni put M1 ihre Fortsetzung.

## Streckenverlauf und Ausbauzustand

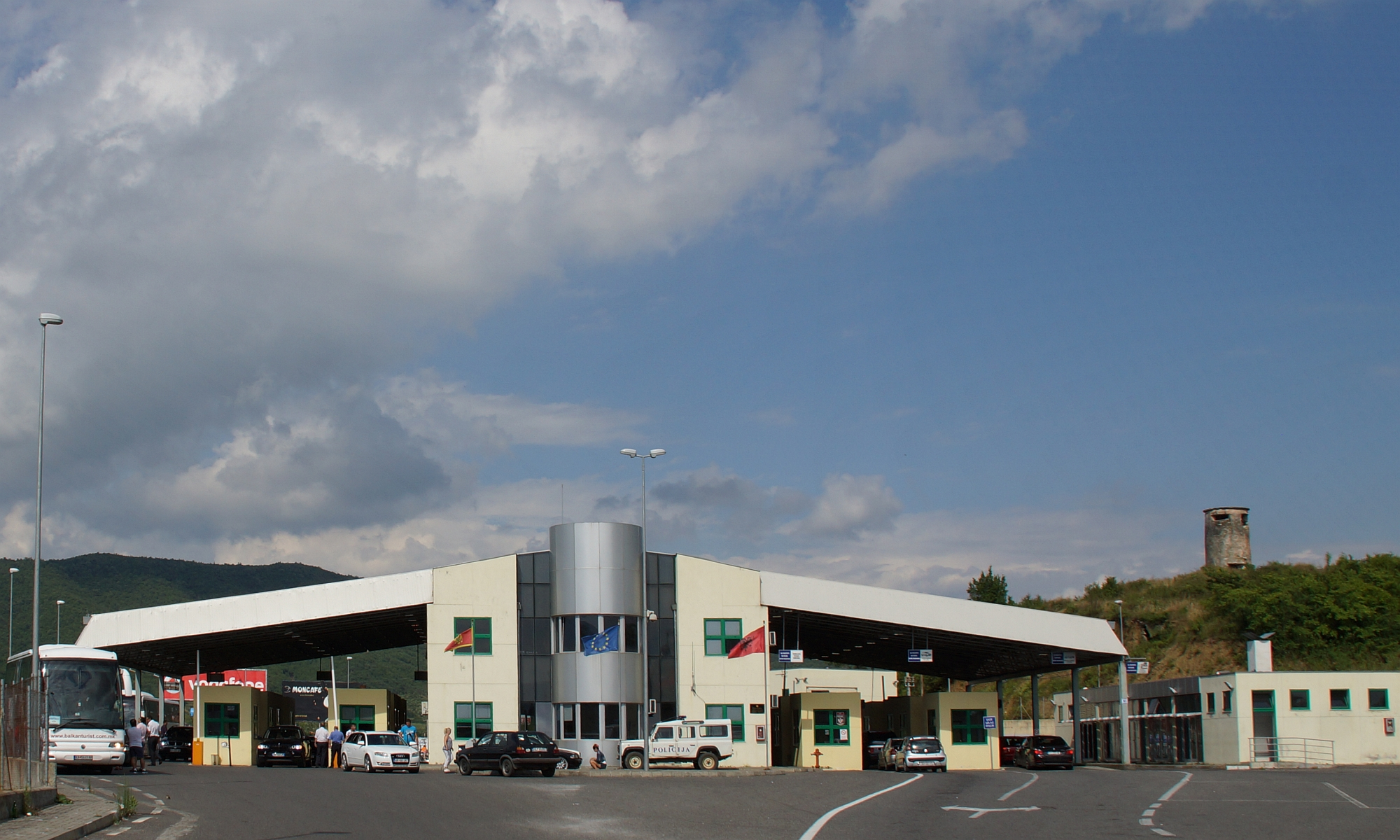
Grenze bei Muriqan

Gleich zu Beginn überquert die SH41 in Shkodra den Fluss Buna auf einer Drehbrücke. Jenseits der Brücke zweigt die SH24 nach Norden ab, die dem südlichen Ufer der Shkodrasees folgt. Bis zur Eröffnung der Drehbrücke im Jahr 2011 stand lediglich eine einspurige Brücke aus Stahl und Holz etwas weiter nördlich zur Verfügung.
Nach der Flussüberquerung verläuft die Straße nach Westen durch flaches Gelände zwischen dem südlichen Hängen des Berges Tarabosh und der Buna, die bis zur Grenze von Albanien und Montenegro führt. Dieser Streckenabschnitt ist eine gut ausgebaute Straße.